# Rogenstein

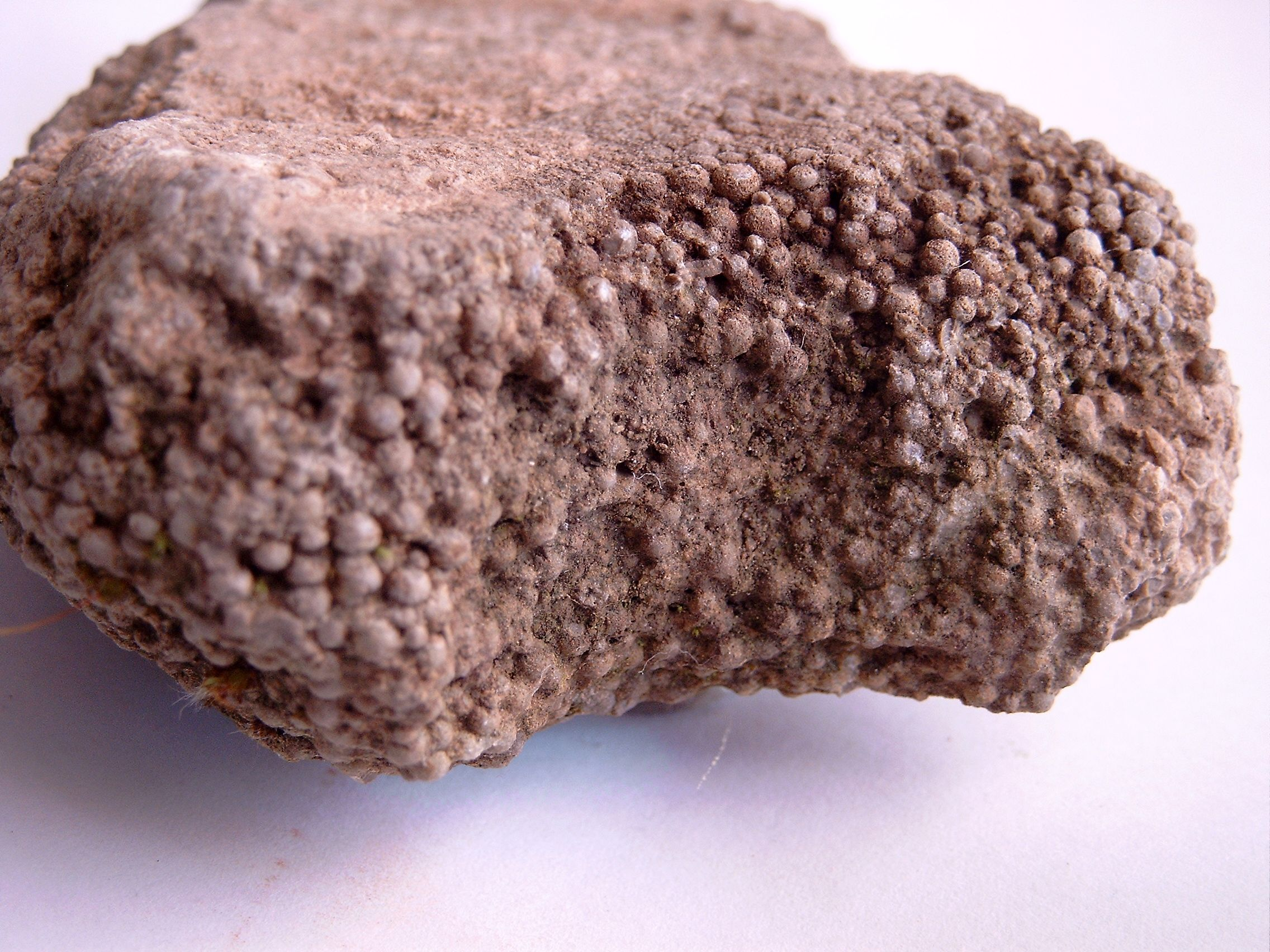
Rogenstein aus dem Unteren Buntsandstein, Steinbruch Heeseberg, Landkreis Helmstedt

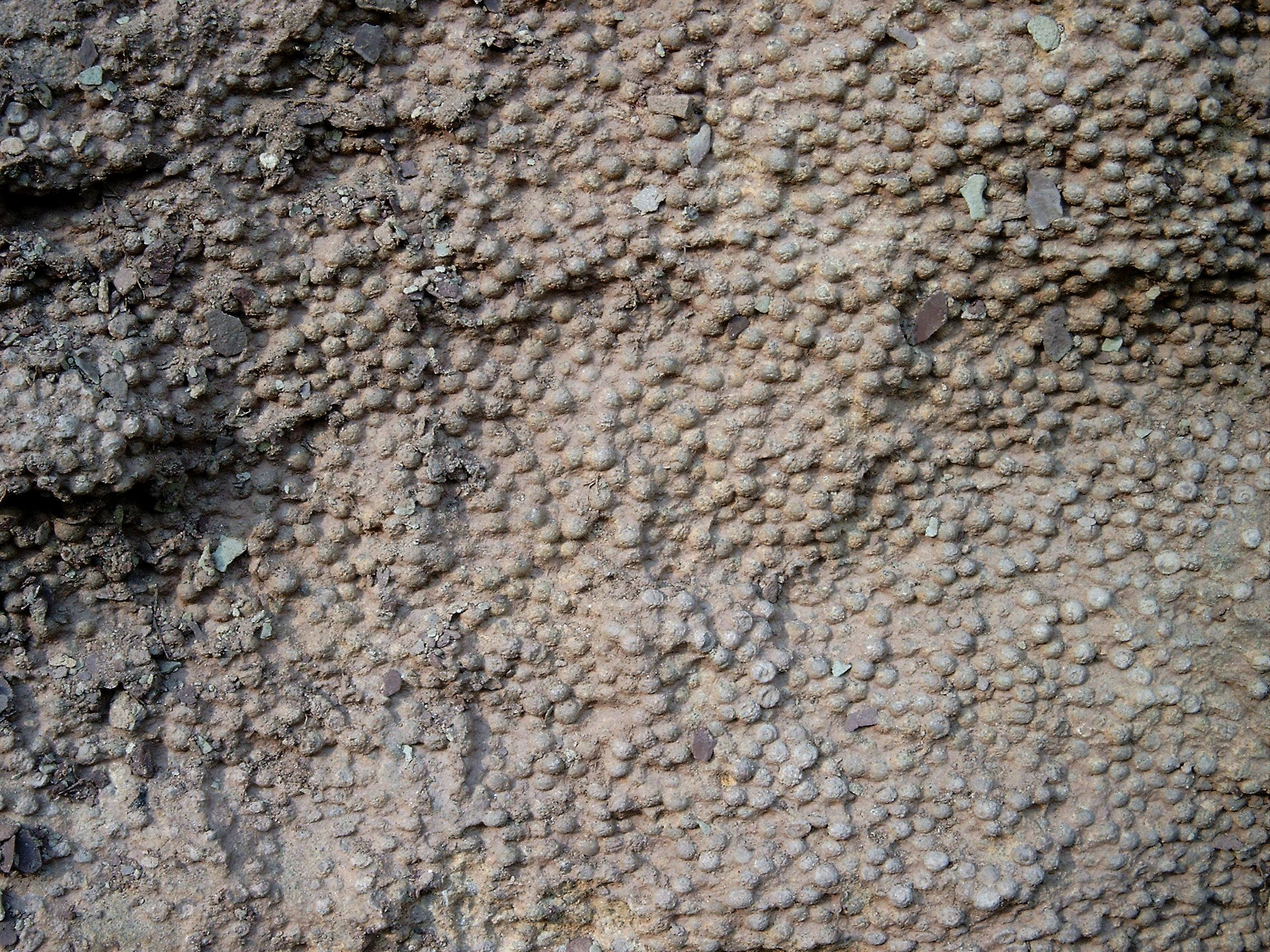
Rogenstein, anstehend im Steinbruch Heeseberg

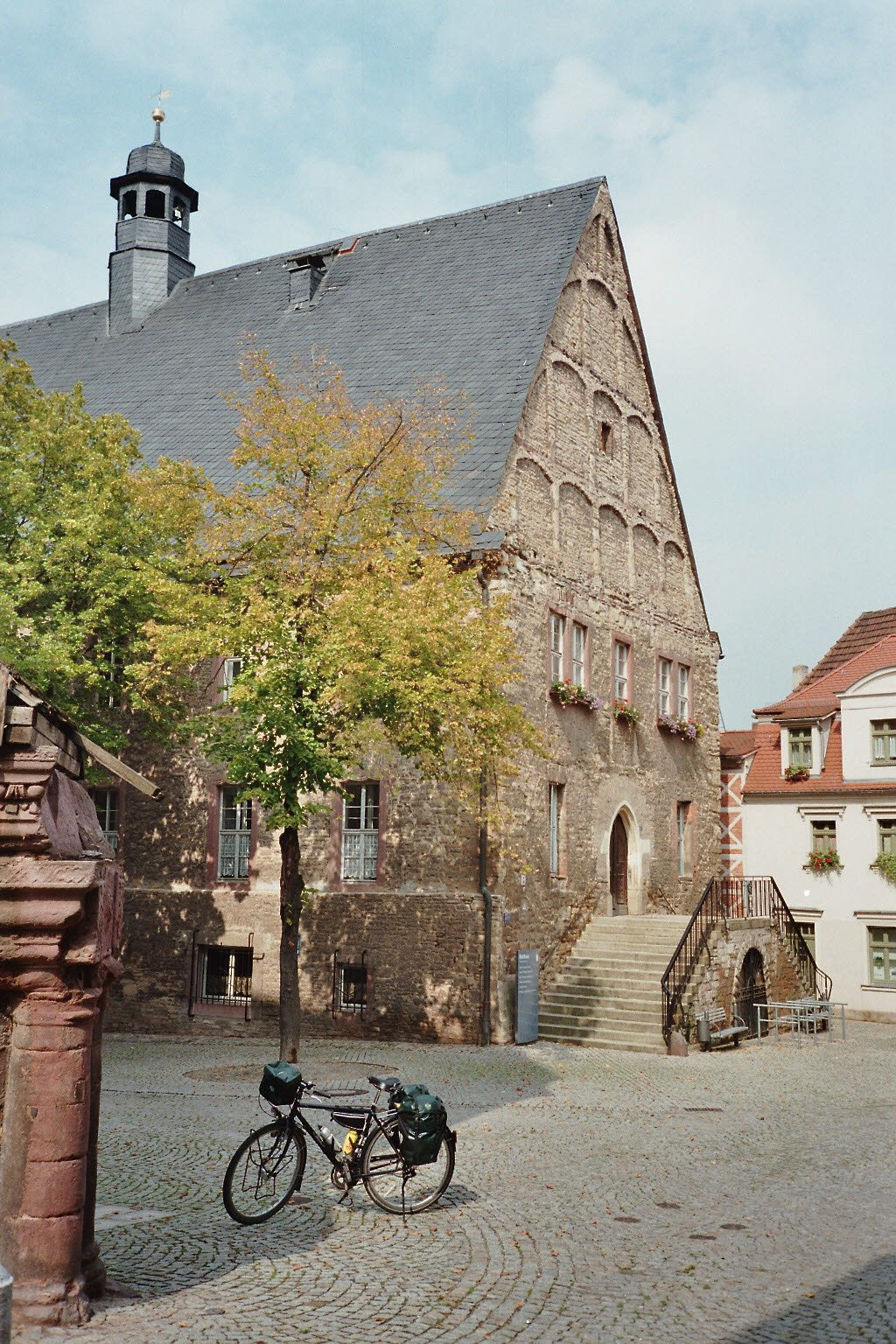
Rathaus Sangerhausen

Rogenstein ist eine althergebrachte petrologische Bezeichnung für einen besonderen Typ eines oolithischen Kalksteins. Die Hauptgesteinskomponenten dieses Gesteins sind relativ große, ursprünglich kalzitische Ooide, deren konzentrischer Aufbau sehr gut erhalten ist. Die Ähnlichkeit mit Fischeiern führte zu der Bezeichnung Rogenstein, sie wurde auf die Oolithe im Unteren Buntsandstein Norddeutschlands und die Oolithe im Mittleren Jura Süddeutschlands angewendet. Für letztere wurde und wird die Bezeichnung sogar im Sinne einer lithostratigraphischen Einheit verwendet (Hauptrogenstein-Formation).

## Bildung
Die Bestandteile des Rogensteins, die Ooide, wurden in warmen, stark bewegten Flachmeeren gebildet. Die Ooide des Rogensteins waren ursprünglich kalzitisch und sind relativ groß (bis 12 mm im Durchmesser), ihr konzentrischer schaliger Aufbau ist daher in aller Regel sehr gut erhalten; im Gegensatz dazu sind heutige Ooide aragonitisch und deutlich kleiner. Der konzentrische Aufbau der Ooide ist in subrezenten Oolithen bzw. verfestigten Ooiden-Sanden nur noch schlecht erkennbar, da bereits recht früh die isochemische Rekristallisation und Umwandlung des Aragonits in Kalzit einsetzt.
Die Bildung von aragonitischen oder kalzitischen Ooiden hängt in erster Linie vom relativen Magnesium-Gehalt des Meerwassers ab:
- ist er hoch (Zeiten mit Eiszeiten / ice house), so werden aragonitische Ooide ausgeschieden
- ist er niedrig (Zeiten ohne Eiskappen / green house), so werden kalzitische Ooide gebildet.

Dies ist jedoch nur eine generelle Tendenz, die durch lokale Faktoren modifiziert werden kann.

## Vorkommen
Rogensteine sind in Norddeutschland im südlichen, nördlichen und östlichen Harzvorland im Unteren Buntsandstein (Trias) verbreitet. Die Vorkommen ziehen sich von Nordhausen, Sangerhausen, Mansfeld bis Bernburg, von Thale über Heeseberg, Dorm bis zum Salzgitter-Höhenzug hin. Die mächtigsten Bänke kommen bei Jerxheim mit einer Mächtigkeit von 6 Metern und in der Gegend von Bernburg mit 4 bis 6 Metern vor.
Die Bänke sind unterschiedlich ausgebildet. Es gibt Lagen mit 3 bis 5 Bänken; am Höhenzug bei Salzgitter, im Harly-Wald, in der Asse und ihrem östlichen Ausläufer, dem Heeseberg, sind es 10 bis 12 Bänke. Es gibt aber auch dünnere Lagen, die durch tonig-sandige Ablagerungsfolgen getrennt sind. Bei Bockenem, um Halberstadt und Quedlinburg nimmt die Zahl der Bänke stark ab.
Größere Steinbrüche bestanden zwischen Mansfeld, Bernburg und Alsleben an der Saale, ferner gab es früher zahlreiche Steinbrüche mit lokalen Namen, z. B. den Nußberg in Braunschweig (Braunschweiger Rogenstein). Im Jahr 2008 war kein Steinbruch für die Natursteingewinnung mehr in Betrieb.
Weitere Vorkommen liegen in Südwestdeutschland, in Baden-Württemberg bei Riegel am Kaiserstuhl, ferner nördlich von Basel. Diese Rogensteine stammen aus dem Dogger. Bei diesen Vorkommen ging die Bezeichnung Rogenstein sogar als Bestandteil einer Gesteinseinheit der Lithostratigraphie ein, der Hauptrogenstein-Formation.

## Verwendung und Bauwerke

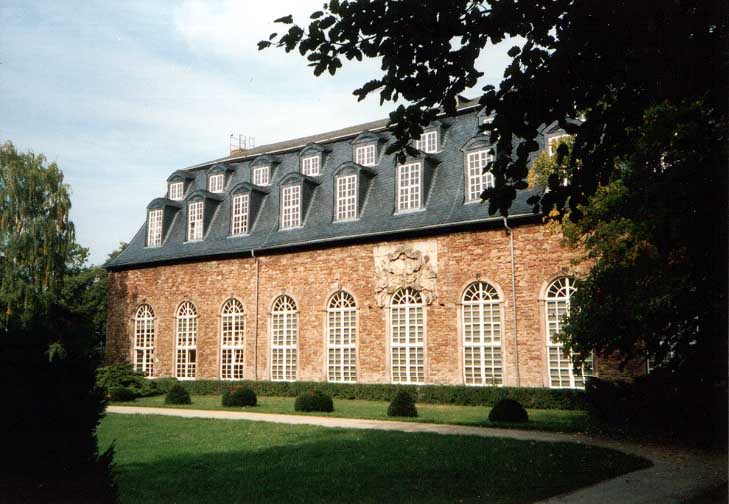
Aus Rogenstein errichtete Orangerie in Wernigerode

Die Rogensteine wurden früher als Werksteine, Pflaster, Bordsteine, Massivstufen und Viehtränken verwendet. Es handelt sich um einen harten und zähen Werkstein, der sehr schwer in Handarbeit zu bearbeiten oder zu Profilen zu verarbeiten ist. Er wird seit dem 11. Jahrhundert als Baustein in Norddeutschland und als Mauerstein verwendet.
Einige ausgewählte Orte und Bauwerke:
- Wernigerode: Orangerie, Liebfrauenkirche
- Sangerhausen: Schlößchenkopf (im Ortsteil Lengefeld), Rathaus
- Eisleben: Kirche
- Staßfurt: Rathaus
- Braunschweig: Burg Dankwarderode, Katharinenkirche (heute Zwischenmauern verputzt), Aegidienkirche
- Magdeburg: Sankt-Ambrosius-Kirche.